# Kaskazini B
Kaskazini B ist ein Distrikt in der tansanischen Region Unguja Kaskazini. Der Distrikt grenzt im Norden an den Distrikt Kaskazini A, im Süden an die Regionen Unguja Kusini und Unguja Mjini Magharibi, im Osten und Westen liegt der Indische Ozean.

## Geographie
Die Landschaft des Distrikts besteht aus zwei Teilen, dem Korallenstrand im Osten und im Westen und dem Tiefland, das rund 95 Prozent der Fläche einnimmt. Das Klima in Kaskazini B ist tropisch, Aw nach der effektiven Klimaklassifikation. Die Temperatur liegt zwischen 20 und 40 Grad Celsius. Es gibt zwei Regenzeiten. Die erste von März/April bis Mai wird Masika genannt und es fallen 900 bis 1200 Millimeter Regen, die zweite mit der Bezeichnung Vuli dauert von September/Oktober bis Dezember und es fallen 400 bis 500 Millimeter Niederschläge.

## Geschichte
Die Region Unguja Kaskazini mit den Distrikten Kaskazina A und Kaskazini B wurde im Jahr 1967 geschaffen. Kaskazini ist ein Swahili-Wort und bedeutet Norden.

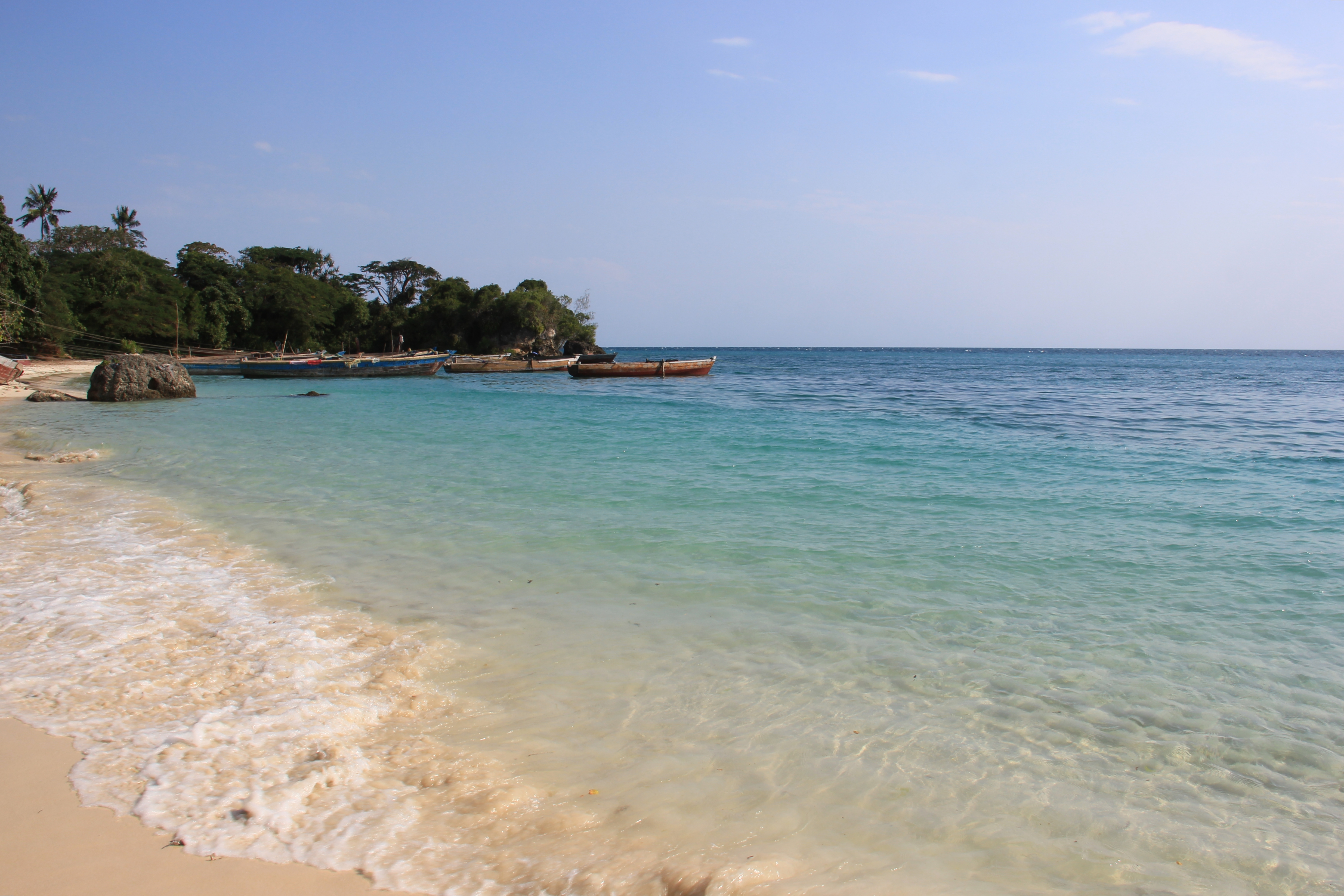
Der Strand bei Mangapwani an der Westküste

## Verwaltungsgliederung
Der Distrikt ist in vier Wahlkreise (Constituencies) und acht Gemeinden (Wards) gegliedert:
| Wahlkreis | Gemeinde  |
| --------- | --------- |
| Bumbwini  | Misufini  |
| Bumbwini  | Mafufuni  |
| Donge     | Vijibweni |
| Donge     | Mkataleni |
| Kiwengwa  | Kiwengwa  |
| Kiwengwa  | Mbaleni   |
| Mahonda   | Fujoni    |
| Mahonda   | Mahonda   |

## Bevölkerung
Der Distrikt hat wie viele afrikanische Gebiete eine sehr jugendliche Bevölkerung, 42 Prozent der Einwohner sind jünger als fünfzehn Jahre. Im Jahr 1988 lebten 36.999 Menschen im Distrikt, 52.492 im Jahr 2002 und 81.675 im Jahr 2012. Das entspricht einer jährlichen Wachstumsrate von 4,4 Prozent in der letzten Dekade. Im gleichen Zeitraum stieg die Alphabetisierungsrate von 68 Prozent auf 84 Prozent. Bei der Volkszählung 2022 lebten 99.921 Menschen in 21.553 Haushalten.

## Einrichtungen und Dienstleistungen
- Bildung: In Kaskazini B gibt es 19 Vorschulen, 20 Grundschulen und 12 weiterführende Schulen. Die insgesamt 17.388 Schüler des Jahres 2016 unterrichteten 246 männliche und 428 weibliche Lehrer. Dies entspricht einem Lehrer-Schülerverhältnis von 1:26.[8]
- Gesundheit: Im Distrikt gibt es 15 Gesundheitszentren, zwei werden privat betrieben, dreizehn sind staatlich (Stand 2015).[9]
- Wasser: Im Jahr 2014/2015 hatten 86 Prozent der Haushalte sauberes Trinkwasser im Haus. 96 Prozent hatten sauberes und sicheres Wasser innerhalb eines Kilometers, 3 Prozent innerhalb von zwei und 1 Prozent innerhalb von drei Kilometern.[10]
- Elektrische Energie: Der Anteil der Haushalte mit Stromanschluss stieg von acht Prozent im Jahr 2004/2005 auf achtzehn Prozent im Jahr 2014/2015.[11]

## Wirtschaft und Infrastruktur
| Die wichtigsten Wirtschaftszweige sind die Landwirtschaft und das Gewerbe. - Landwirtschaft: Hauptsächlich angebaut werden Reis, Süßkartoffel, Maniok, Yams, Hirse, Bananen, Obst und Gemüse. Rund vierzig Prozent der Haushalte hielten auch Nutztiere, vor allem Geflügel und Rinder (Stand 2012) - Fischerei: Die Küsten bieten eine gute Basis für den Fischfang, die Fischereizentren sind Kidazini, Kiwengwa und Mangapwani. Der Ertrag stieg von 345 Tonnen im Jahr 2010 auf 721 Tonnen im Jahr 2014. - Gewerbe: Im Jahr 2015 waren 697 Familien in einem Gewerbe tätig. - Tourismus: Attraktionen für den Fremdenverkehr sind die Strände am Indischen Ozean. Hier sind auch Hotelanlagen entstanden. | Die zur Anzeige dieser Grafik verwendete Erweiterung wurde dauerhaft deaktiviert. Wir arbeiten aktuell daran, diese und weitere betroffene Grafiken auf ein neues Format umzustellen. (Mehr dazu) |